# アントニオ・アリオッタ
アントニオ・アリオッタ（Antonio Aliotta、1881年1月18日 - 1964年2月1日）は、イタリアの哲学者、実験心理学者でもあり、哲学ではモナド派に立つ。パレルモ出身。

## 概要
1881年にパレルモで生まれ、フィレンツェ大学で学ぶ。新ヘーゲル主義に反対し、形而上学、宗教的真理も実験による確証なしには有効でないとしたことで知られる。科学哲学、実在論、プラグマティズム哲学には共感した。1913年から1919年までパドヴァ大学で論理学の教授。1920年から1951年までフェデリコ2世ナポリ大学の教授を務める。1964年にナポリで死去。

## 主著
- 『相対主義と観念論』 Relativismo e idealismo (1922)
- 『進化論と唯心論』 Evoluzionismo e spiritualismo (48)